# Rallye Firestone
Le Rallye Firestone, devenu Rallye CS, était une compétition annuelle de rallye automobile espagnole sur asphalte, organisée par le Royal Automobile Club d'Espagne (ou RACE, 1re édition), puis par le Real Peña Motorista Vizcaya, avec la collaboration du Real Automóvil Club de Guipúzcoa et du journal El Pueblo Vasco.

## Histoire
Dès sa première tenue, lors des célébrations de l'inauguration de l'usine de pneumatiques de la marque Firestone à Burgos, il fut comptabilisé dans le championnat espagnol, puis inscrit au programme du Championnat d'Europe des rallyes cinq ans plus tard pour ne plus le quitter.
La première partie s'effectuait à partir de points de ralliements situés en Espagne et au Portugal, jusqu'à Navacerrada. De là une course de près de 1300 kilomètres s'engageait alors, avec plus de 20 épreuves spéciales, pour se terminer à travers une partie des rues de la ville (Bilbao à compter de la seconde édition).
Le changement du principal sponsor obligea à une nouvelle appellation en 1980.
La proximité géographique française entraîna la fréquente présence de pilotes hexagonaux, qui surent s'illustrer dans la compétition.

## Palmarès
| Année | Édition                            | Pilote              | Voiture          | ERC             |
| ----- | ---------------------------------- | ------------------- | ---------------- | --------------- |
| 1967  | 1er Rally Firestone-Burgos         | Jorge de Bagration  | Lancia Fulvia HF | -               |
| 1968  | 2e Rally Firestone-Bilbao          | Eladio Doncel       | Porsche 911 S    | -               |
| 1969  | 3e Rally Firestone                 | Marc Etchebers      | Porsche 911 S    | -               |
| 1970  | 4e Rally Firestone-Picos de Europa | Eladio Doncel       | Porsche 911 S    | -               |
| 1971  | 5e Rally Firestone                 | Jean Egreteaud      | Porsche 911 S    | -               |
| 1972  | 6e Rally Firestone                 | Jean-Pierre Nicolas | Alpine A110 1800 | -               |
| 1973  | 7e Rally Firestone                 | Sandro Munari       | Lancia Stratos   | +               |
| 1974  | 8e Rally Firestone                 | Walter Röhrl        | Opel Ascona      | +               |
| 1975  | 9e Rally Firestone                 | Maurizio Verini     | Fiat 124 Abarth  | +               |
| 1976  | 10e Rally Firestone                | Antonio Zanini      | Seat 1430-1800   | +               |
| 1977  | 11e Rally Firestone                | Bernard Darniche    | Lancia Stratos   | +               |
| 1978  | Épreuve annulée                    | Épreuve annulée     | Épreuve annulée  | Épreuve annulée |
| 1979  | 12e Rally Firestone                | Pío Alonso          | Simca 1200 Ti    | +               |
| 1980  | 1er Rally CS                       | Jorge de Bagration  | Lancia Stratos   | +               |
| 1981  | 2e Rally CS                        | Jorge de Bagration  | Lancia Stratos   | +               |
| 1982  | 3e Rally CS                        | Tony Fassina        | Opel Ascona 400  | +               |